# St. Johannes der Täufer (Rain am Lech)

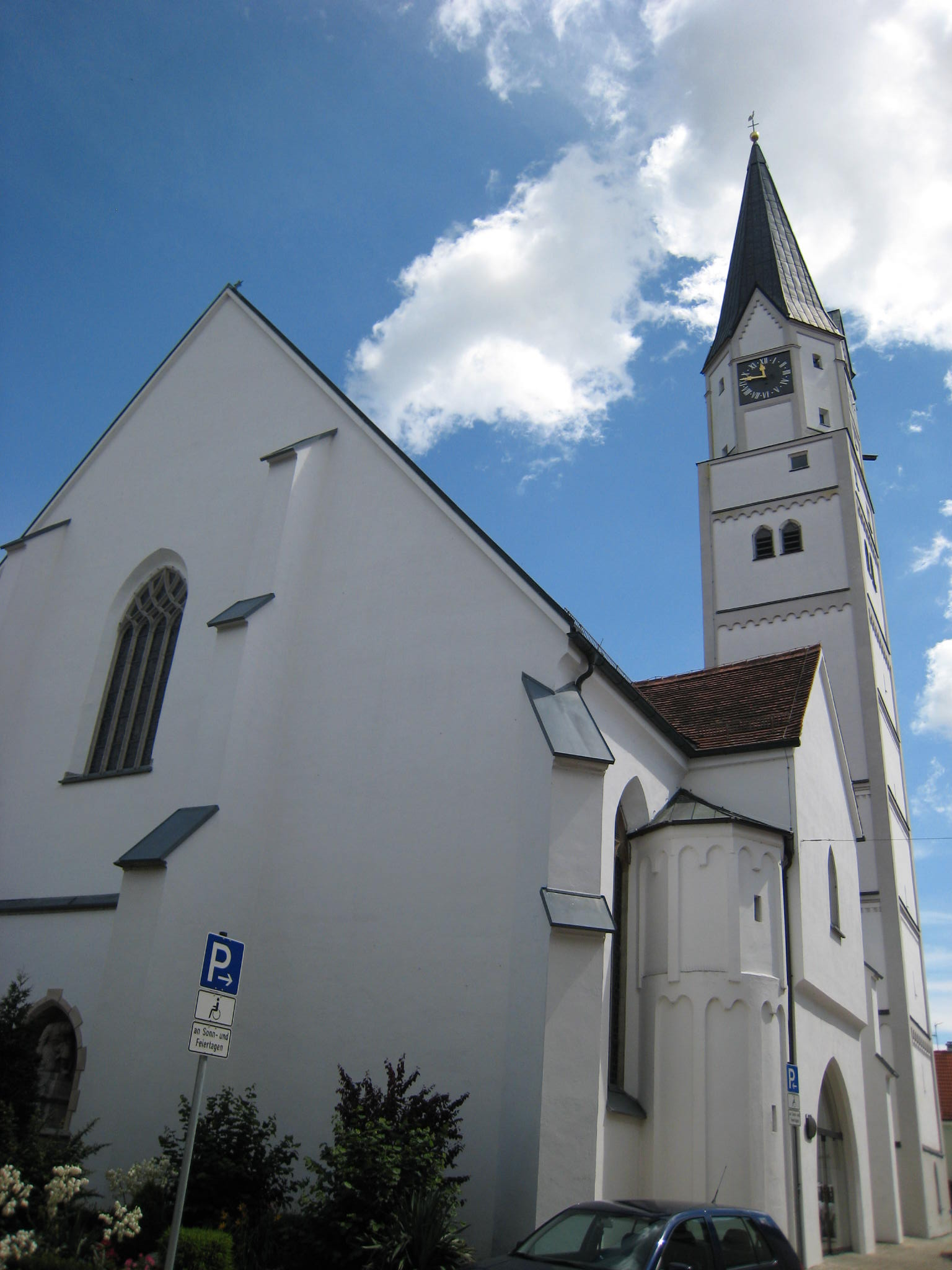
Pfarrkirche St. Johannes der Täufer

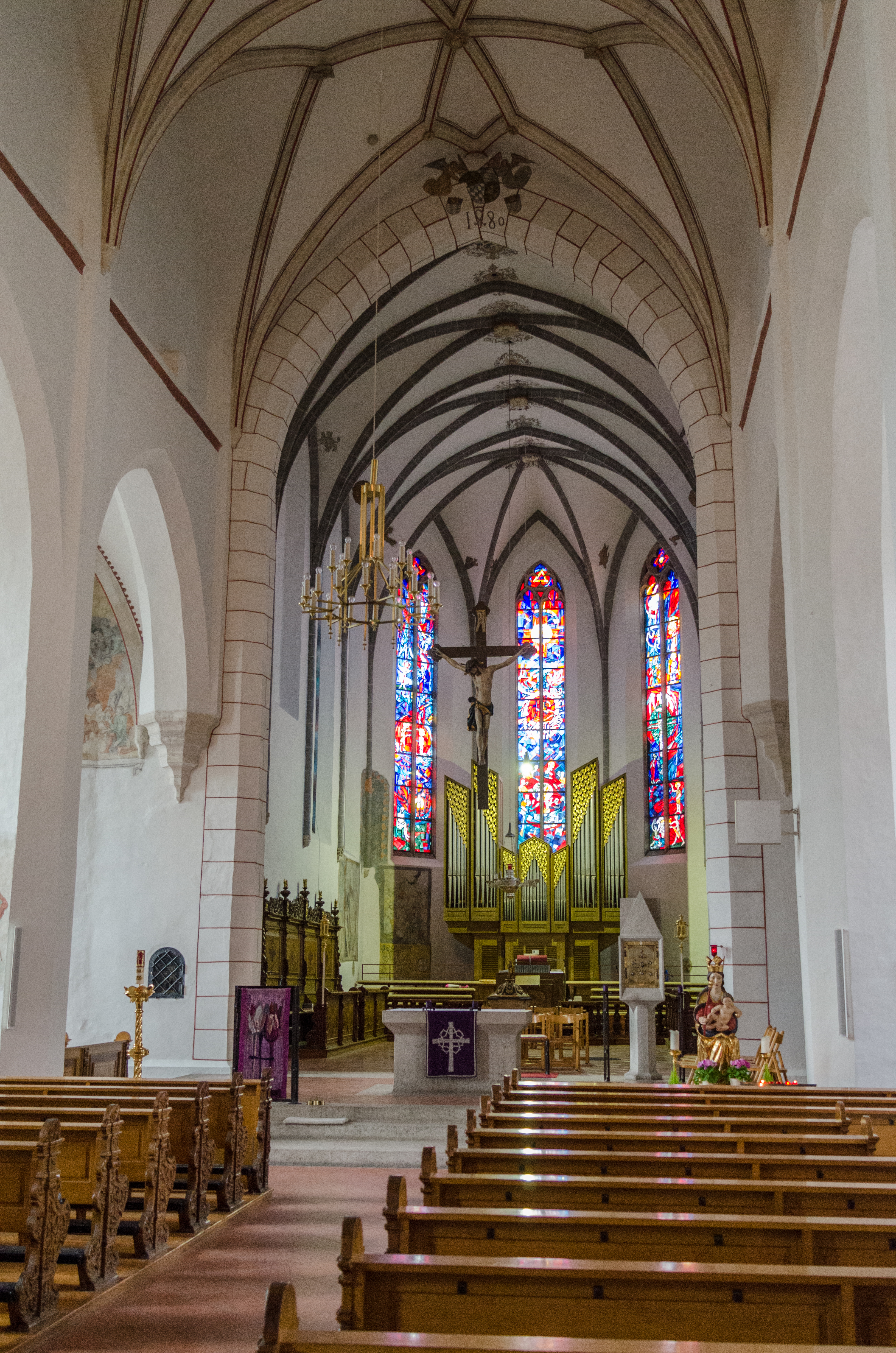
Innenraum, Orgel an der Stelle des Hochaltars

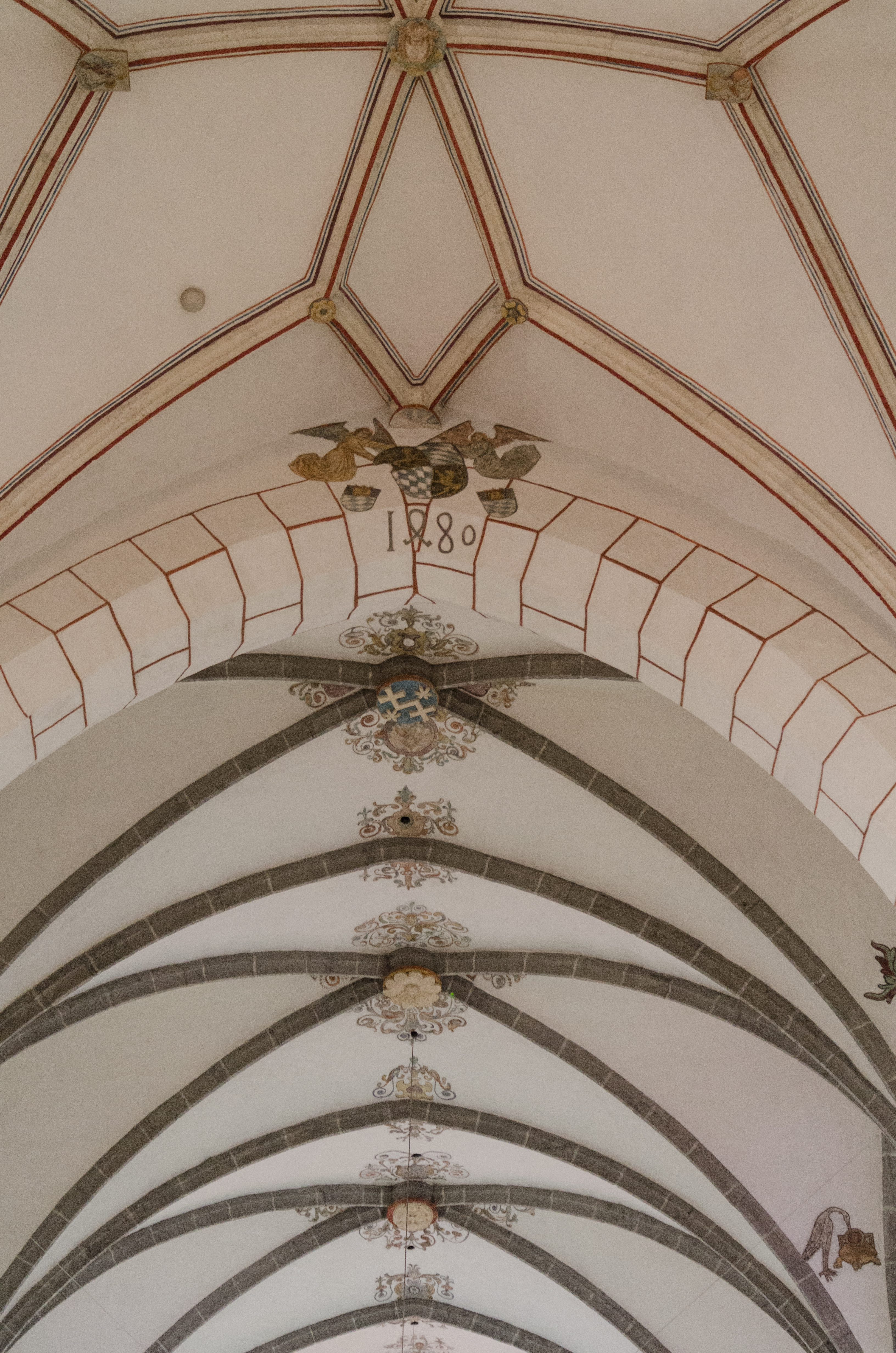
Jahreszahl 1480 am Chorbogen

Die römisch-katholische Stadtpfarrkirche St. Johannes der Täufer in Rain am Lech, einer Stadt im Landkreis Donau-Ries im bayerischen Regierungsbezirk Schwaben, ist eine spätgotische Pseudobasilika, die vermutlich in mehreren Etappen im 14. und 15. Jahrhundert errichtet wurde. Der Innenraum wurde im Laufe der Jahrhunderte mehrfach umgestaltet und die Ausstattung erneuert. Die Kirche, in der Wandmalereien aus dem 15. und 16. Jahrhundert erhalten sind, gehört zu den geschützten Baudenkmälern in Bayern.

## Geschichte
Im Jahr 1314 wurde die Kirche in Rain erstmals schriftlich erwähnt und 1322 erstmals als Pfarrkirche bezeichnet. Im Jahr 1383 erscheint der Name „St. Johannes Gotteshaus“. Zwischen 1250 und 1300 wurde der Turmunterbau mit seinen 1,80 Meter dicken Wänden, der wohl älteste Teil der Kirche, errichtet. Zwischen 1380 und 1480 entstand das gotische Langhaus. Der Chorbogen ist mit der Jahreszahl 1480 bezeichnet. Ab 1538 wurde auf den spätromanischen Unterbau der Turm aufgebaut. Im 17. Jahrhundert wurde die Kirche im Stil des Barock umgestaltet, die gotischen Fresken wurden übermalt. In der Mitte des 18. Jahrhunderts erhielt der Turm einen achteckigen, barocken Aufsatz, der um 1870 mit dem heutigen Spitzhelm bekrönt wurde. 1866 wurde der den Turm krönende Wetterhahn in einer spektakulären Kletteraktion durch den in Rain stationierten Artilleristen Jac. Zech, der im Jahr zuvor den Augsburger Perlachturm illegal bestiegen hatte, wieder aufgesetzt. Der Wetterhahn war einige Jahre vorher bei einem Sturm abgerissen worden.
Zwischen 1860 und 1876 wurde die barocke Ausstattung entfernt und durch eine neugotische ersetzt. Weitere grundlegende Umgestaltungen fanden in den Jahren 1920 bis 1930 (hierbei wurde ein Teil der gotischen Fresken wieder freigelegt) und 1970 bis 1974 statt, wobei man die neugotische Ausstattung wieder entfernte und weitere Fresken aus der Gotik freilegte. In den Jahren 1994/95 erfolgte eine weitere Renovierung und Umgestaltung des Innenraums.

## Architektur
Die Kirche hat eine Länge von 45 Metern, das Langhaus ist 20 Meter breit und das Mittelschiff 15 Meter hoch.
Im südlichen Chorwinkel steht der 66 Meter hohe, über einem quadratischen Grundriss errichtete Turm, dessen Geschosse durch Gesimse und Bogenfriese gegliedert werden. Der Turm wird im oberen Bereich auf allen vier Seiten von gekuppelten Klangarkaden durchbrochen. Das Oktogon wird von Eckpilastern gerahmt, in den Spitzhelm sind Dreiecksgiebel eingeschnitten.
Der Innenraum besteht aus einem dreischiffigen Langhaus in der Form einer Pseudobasilika, und einem einschiffigen fünfseitig geschlossenen Chor, der die gleiche Breite wie das Mittelschiff aufweist. Das fensterlose Mittelschiff des Langhauses ist breiter und höher als die Seitenschiffe und wird von einem aufwändigen Netzrippengewölbe mit plastischen Schlusssteinen gedeckt. Die spitzbogigen Mittelschiffarkaden werden von achteckigen Pfeilern getragen. Die Seitenschiffe besitzen wie der Chor schlichte Kreuzrippengewölbe, die im Chor auf Wanddiensten über Kopfkonsolen aufliegen.

## Wand- und Gewölbemalereien
Die Wand- und Gewölbemalereien werden in das letzte Drittel des 15. und das erste Drittel des 16. Jahrhunderts datiert. Die Gewölbe sind mit ornamentalen Motiven, mit stilisierten Pflanzen und Blüten verziert.
Im Chor sind über der Sakristeitür die Muttergottes mit Johannes dem Täufer, dem Kirchenpatron,  dargestellt, an der Nordwand das Manna- und Wasserwunder und in den Gewölbezwickeln Fabelwesen.
An der Ostwand des nördlichen Seitenschiffs ist eine nicht mehr vollständig erhaltene Kreuzigungsszene zu sehen, über dem Portal die Fragmente eines Jüngsten Gerichts. An den Pfeilern sind die Apostel mit ihren Attributen dargestellt, darunter sind verblasste Inschriften zu lesen. An der Westwand sieht man Gruppen von schwatzenden Personen und Nonnen in den Klauen von Teufeln. Manche der Teufel halten Spruchbänder in den Händen, über der Szene schweben Engel, die ebenfalls Spruchbänder in Händen halten.
Eine Szene an der Westwand des südlichen Seitenschiffs zeigt, wie Jesus die Händler aus dem Tempel vertreibt. Auf einem Pfeiler sieht man den heiligen Florian, der Wasser auf eine brennende Stadt giest. Über dem Südportal ist der heilige Christophorus dargestellt, darunter die heilige Kümmernis (auch Wilgefortis genannt).
Auf der Szene an der Südwand des Langhauses sieht man Christus und Maria sowie vier Heilige.

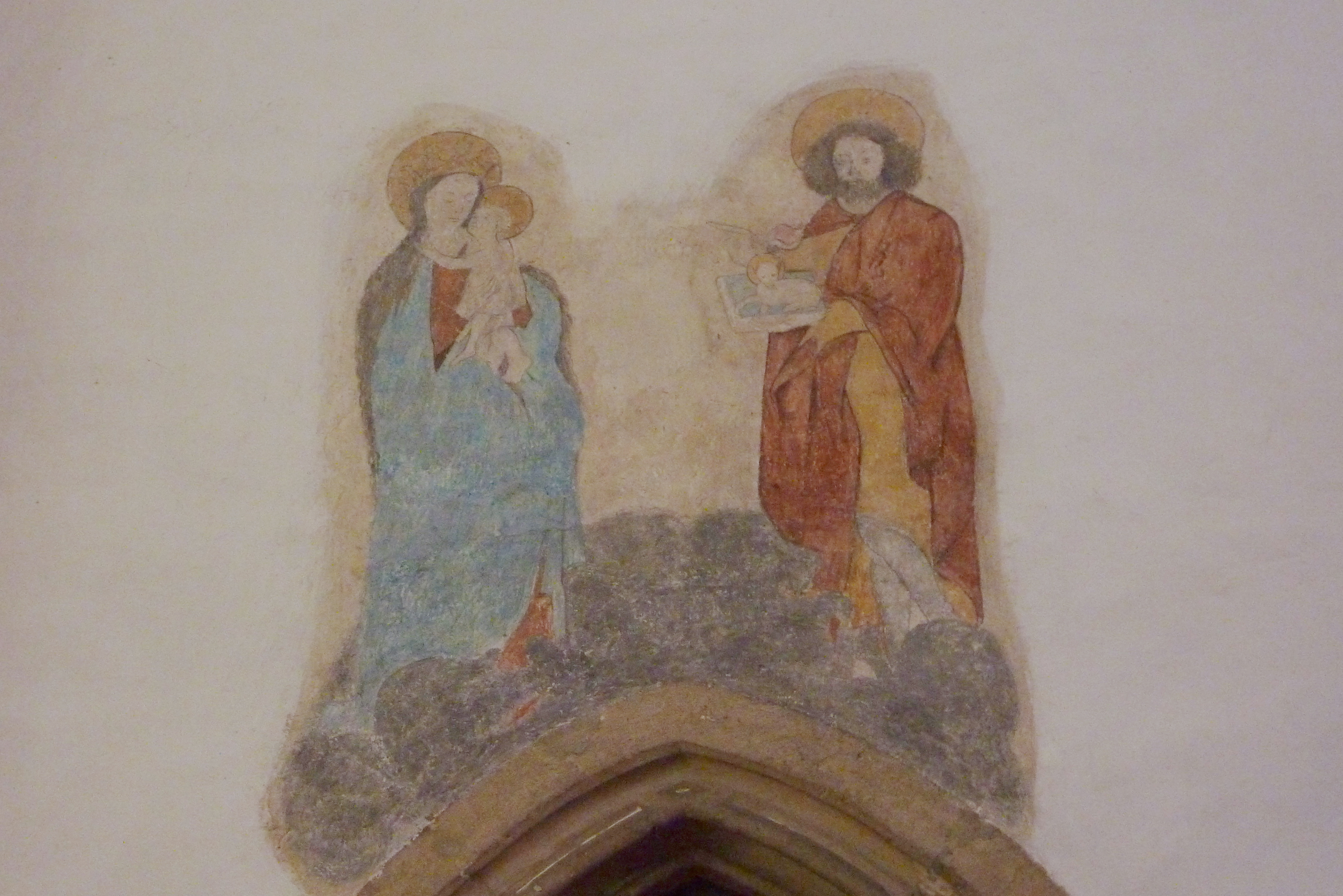
Madonna und Johannes der Täufer
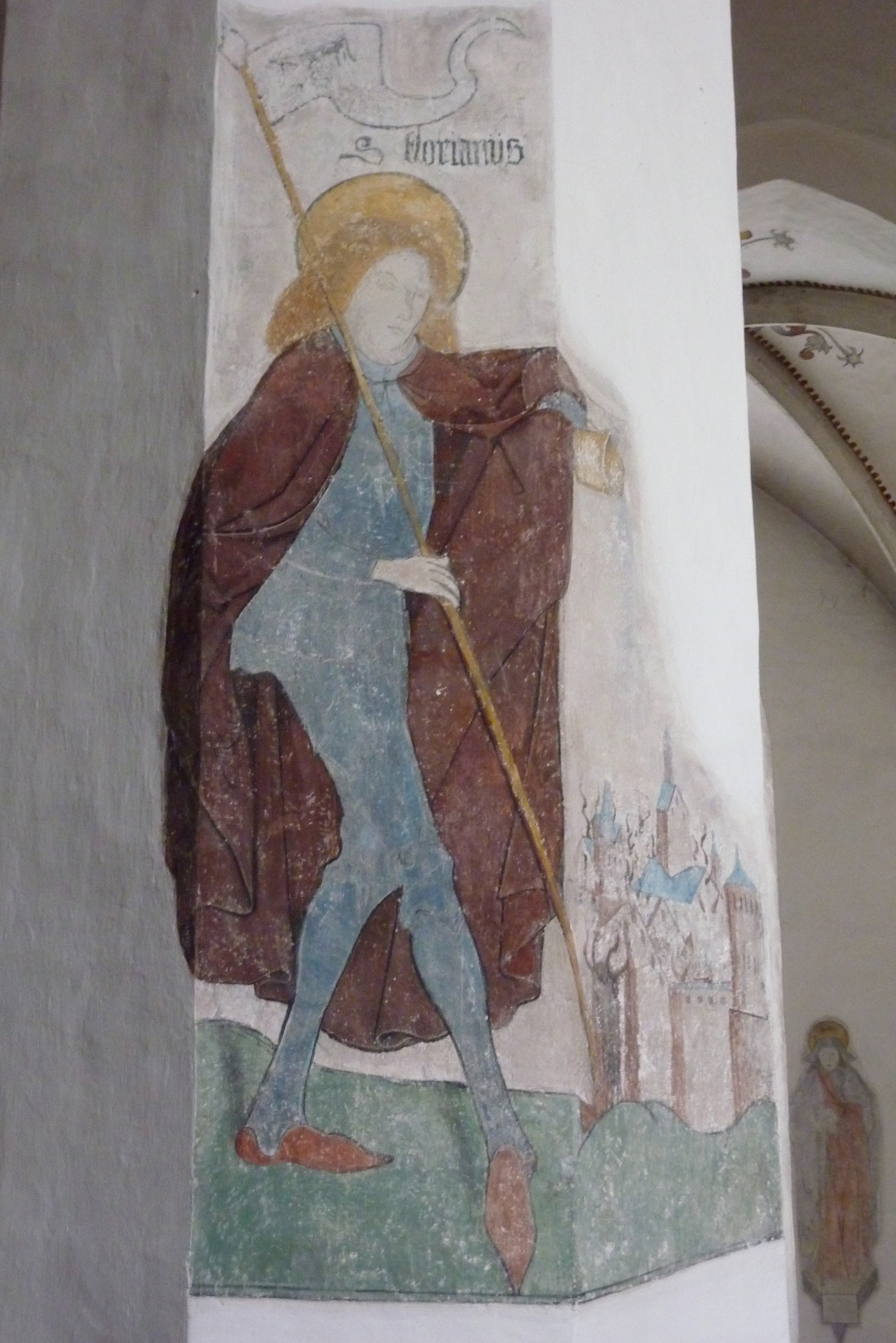
Heiliger Florian
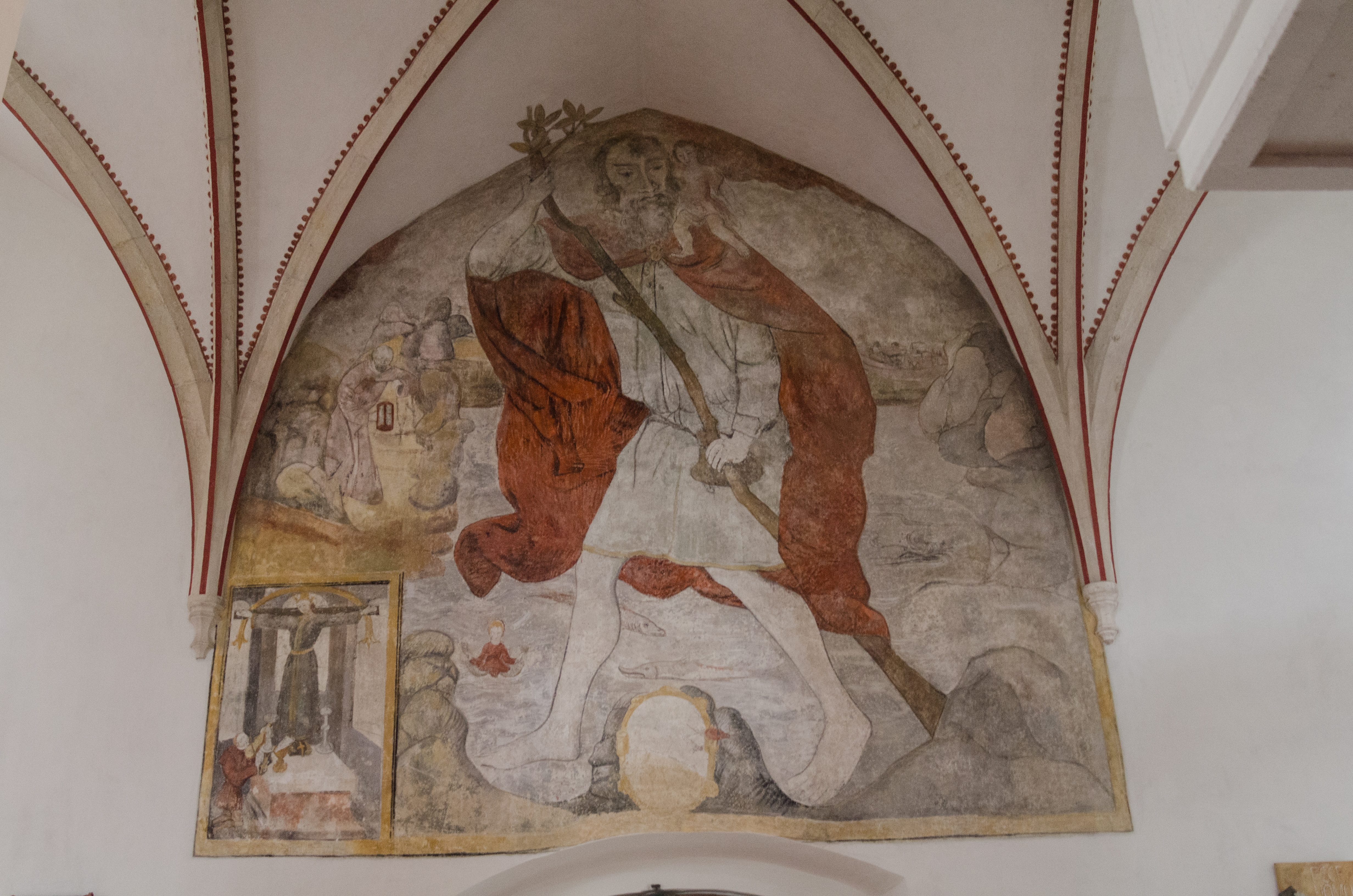
Heiliger Christophorus, heilige Kümmernis (unten links)
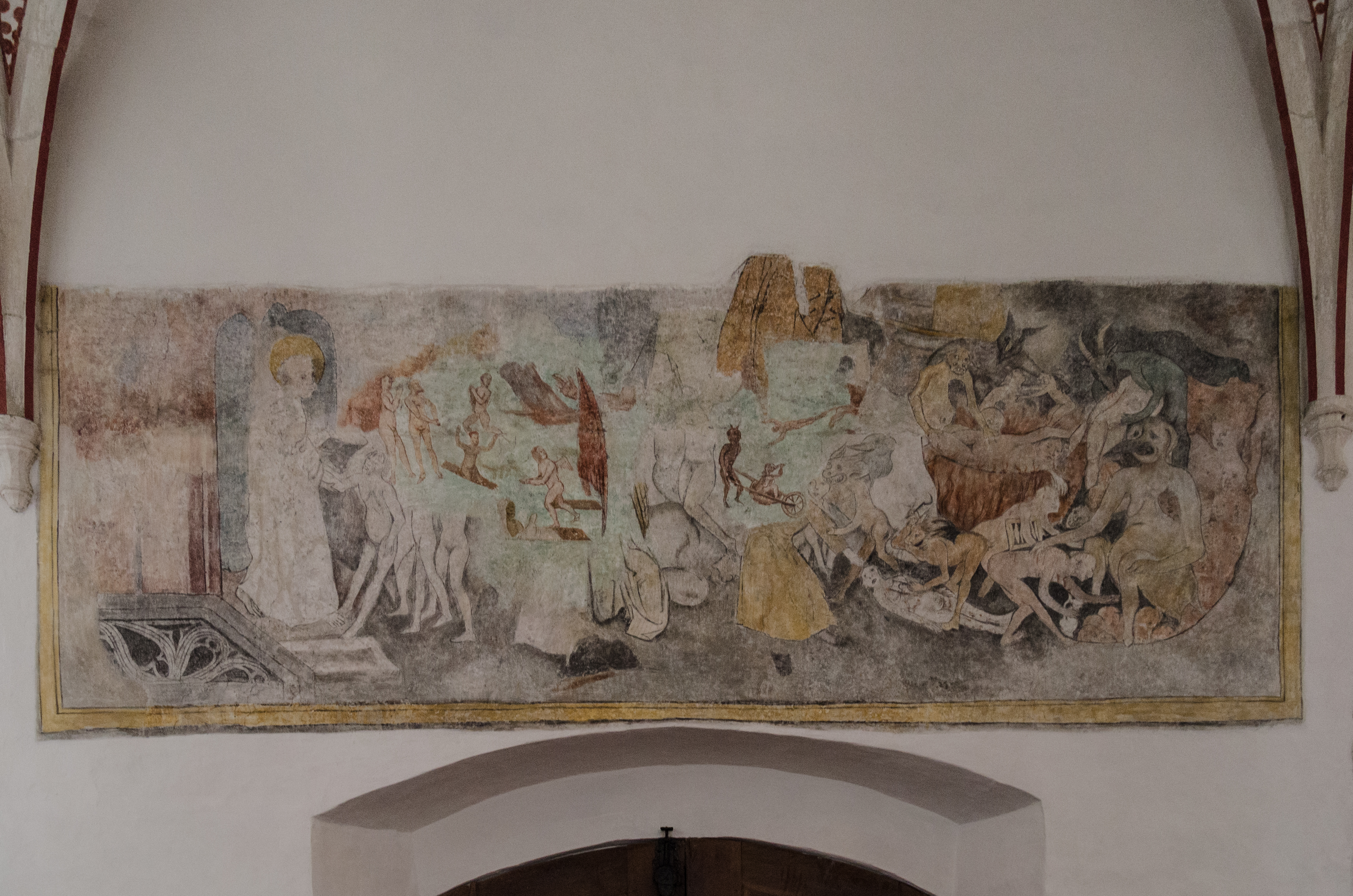
Jüngstes Gericht
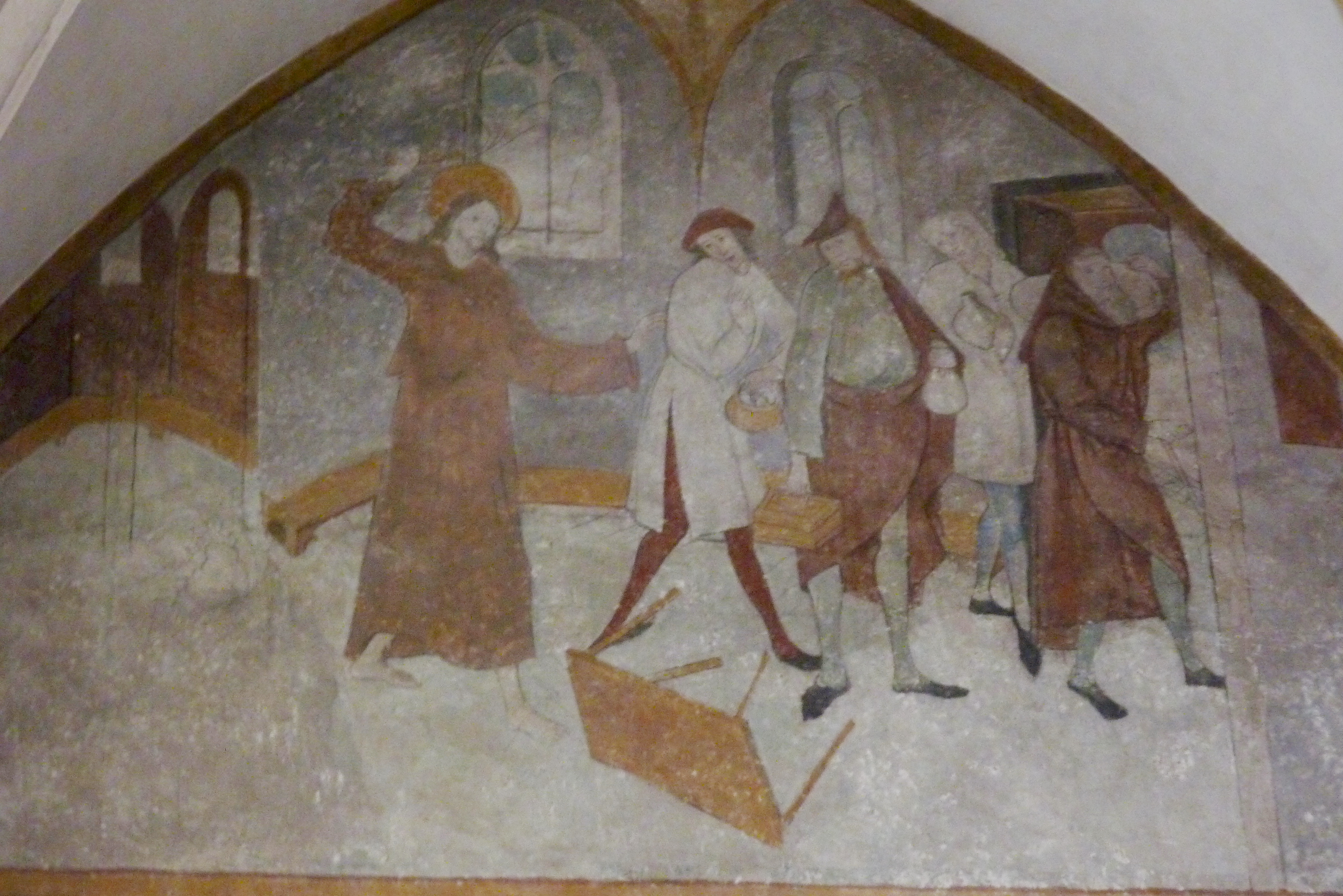
Jesus vertreibt die Händler aus dem Tempel

## Ausstattung
- Im südlichen Seitenschiff ist das Altarbild des ehemaligen Hochaltars untergebracht. Es wurde um 1740 von Johann Michael Kaufmann und Johann Georg Hörmann geschaffen und stellt die Taufe Jesu dar.
- Die mit reichen Schnitzereien verzierten barocken Kirchstuhlwangen stammen von 1726.
- Das Chorgestühl wurde vermutlich 1727 angefertigt.
- Von der barocken Ausstattung ist auch eine Pietà erhalten.
- Das Taufbecken wurde 1673 von Christoph Maier aus Wittislingen geschaffen. Die Figur Johannes des Täufers ist eine Arbeit des in Eichstätt tätigen Bildhauers Christian Handschuher (1651–1731).
- Die modernen Glasfenster (1974) sind von Erich Schickling.[6]

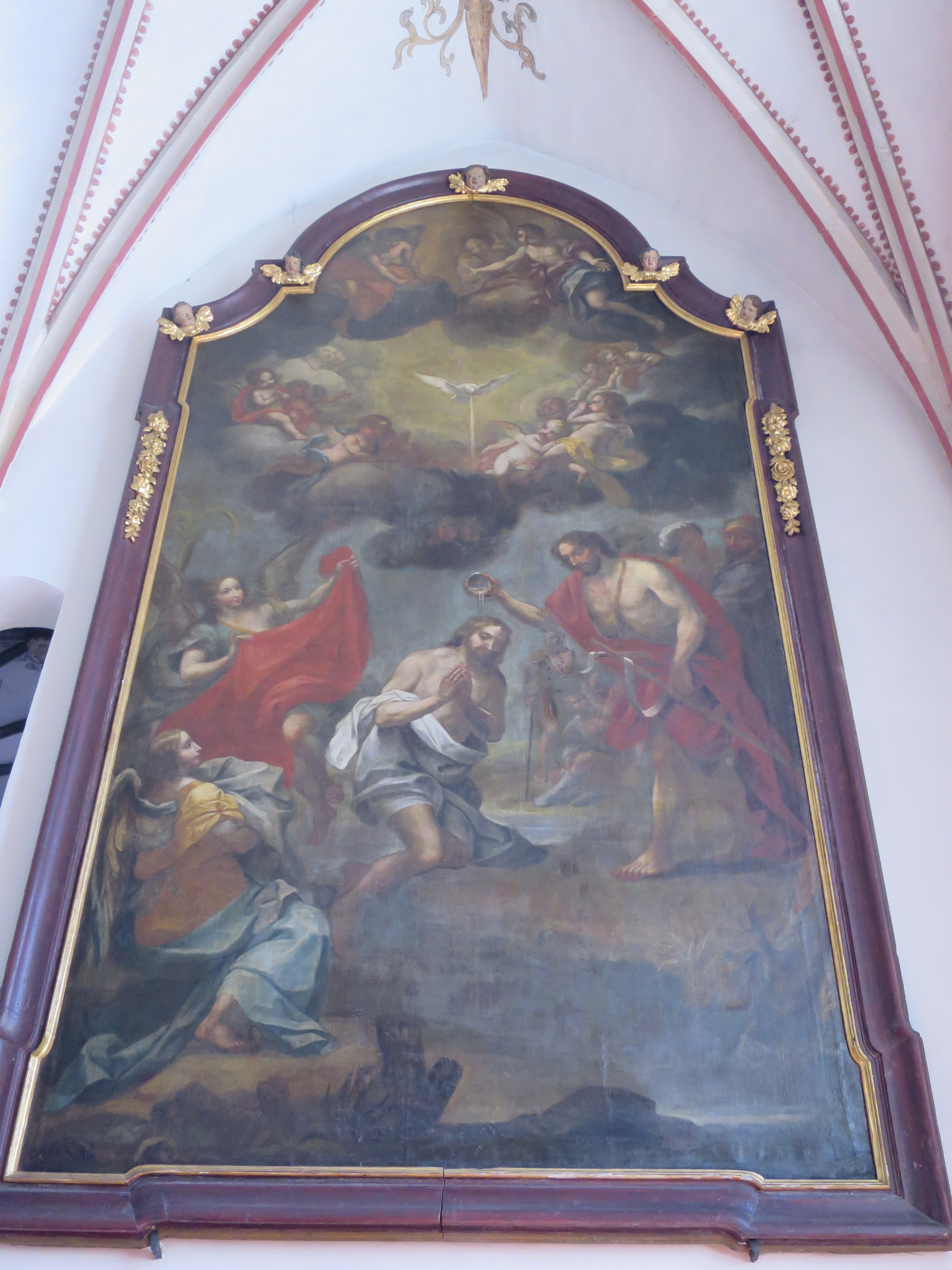
Taufe Jesu
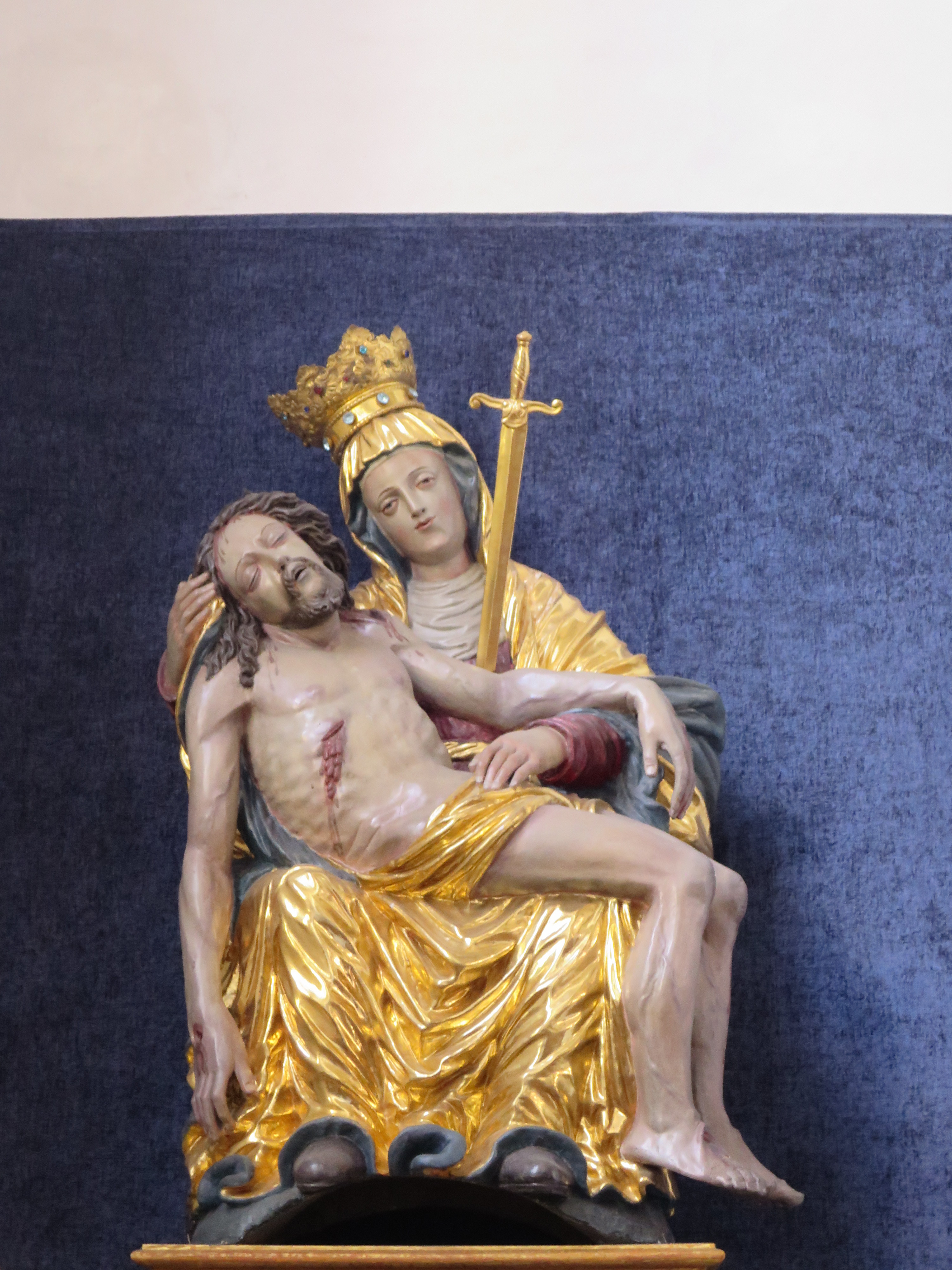
Pietà
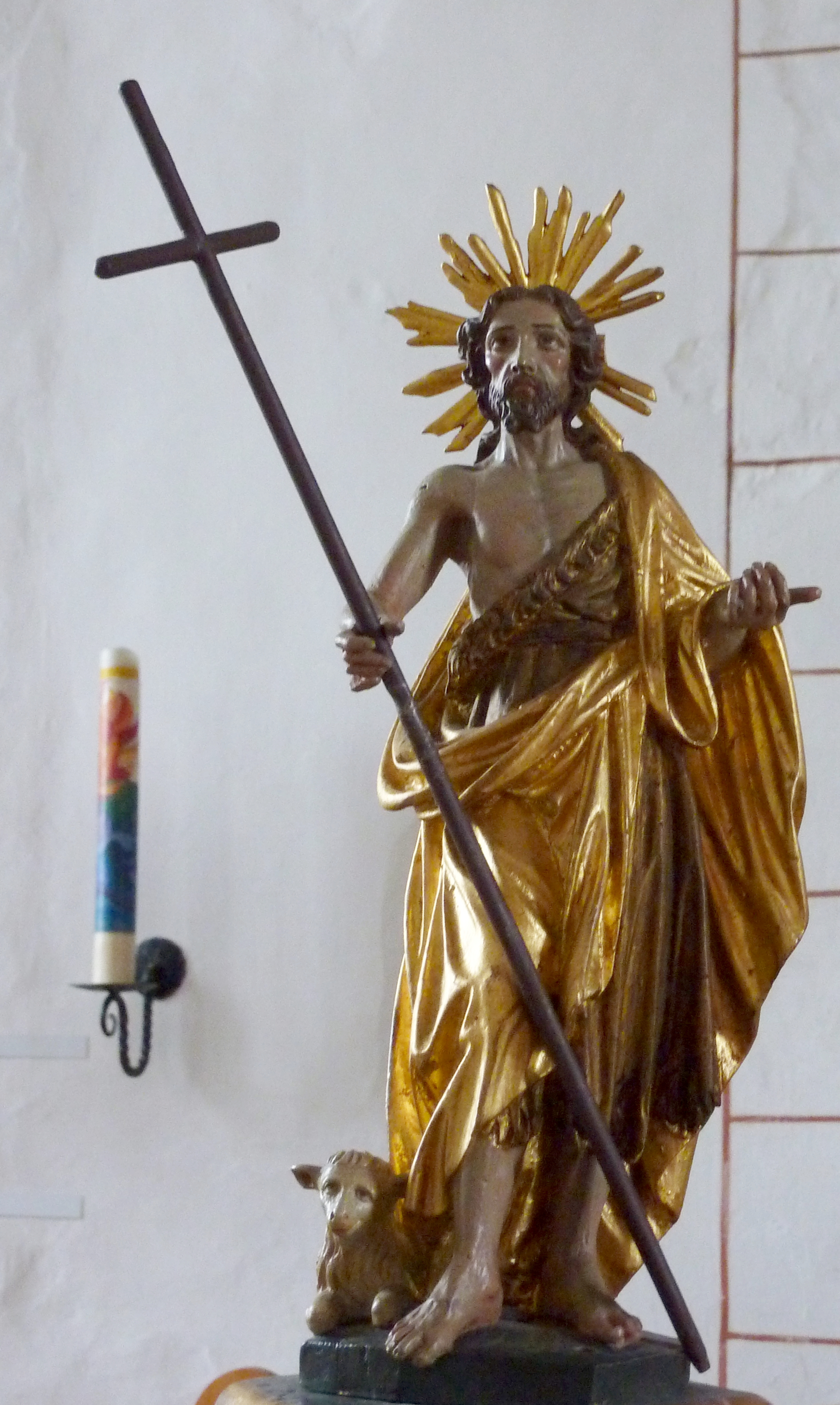
Johannes der Täufer über dem Taufbecken
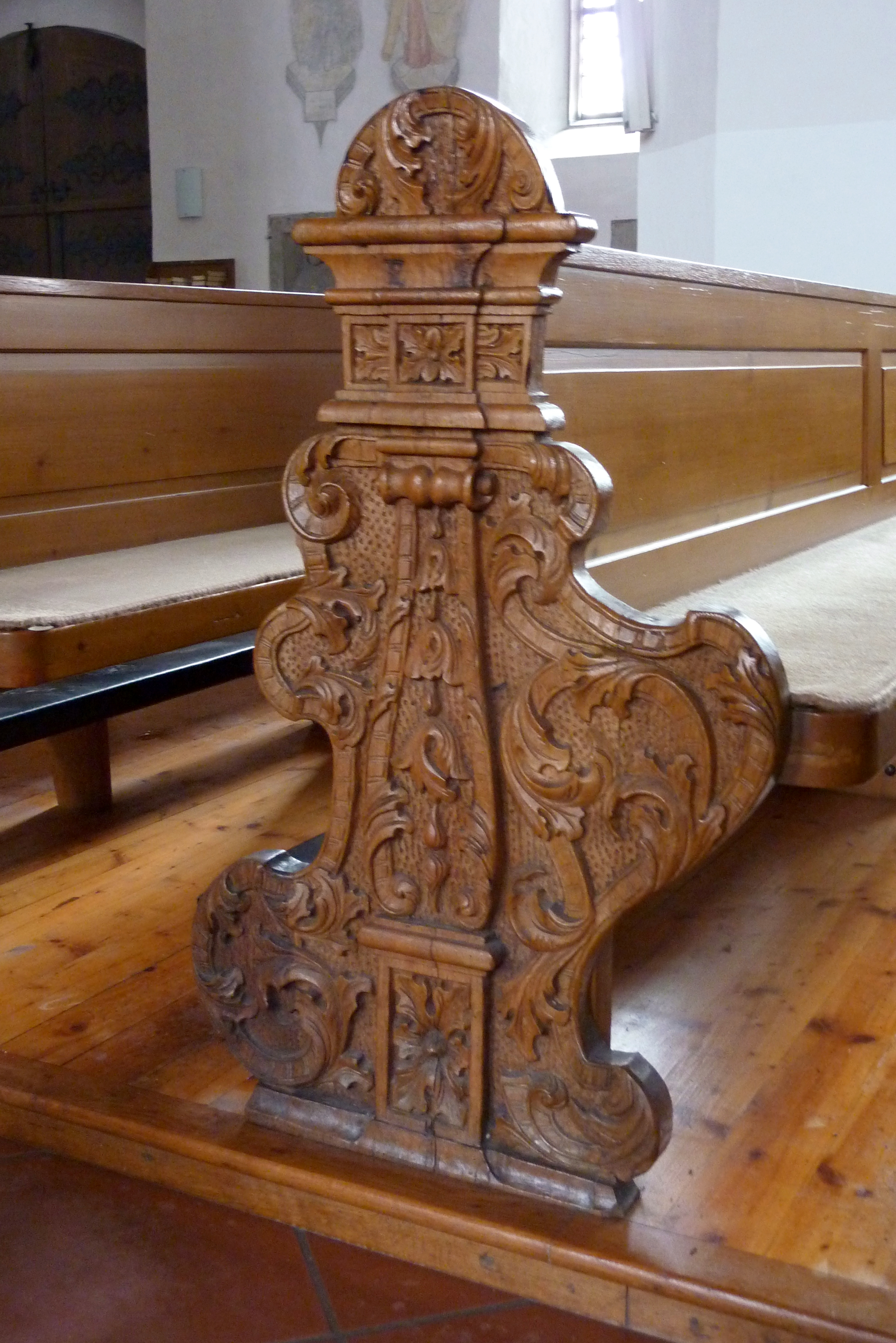
Kirchstuhlwange

## Orgel
Die Kirche verfügt über eine lange Orgelgeschichte die auf das Jahr 1588 zurückreicht. 1768 erbaute Johann Andreas Fux, Sohn von Johann Georg Fux ein neues Werk, welches 1876 durch einen Instrument von dem ortsansässigen Christian Kuntz abgelöst wurde. Bei der letzten Umgestaltung wurde 1977 an Stelle des ehemaligen neugotischen Hochaltars eine, dem Stil des Barock nachempfundene Orgel von der Orgelbaufirma Sandtner in Dillingen an der Donau eingebaut. Das rein mechanische Schleifladen-Instrument hat folgende Disposition:
| I Manual C–g3 |           |        |
| 01.           | Quintade  | 16′    |
| 02.           | Praestant | 08′    |
| 03.           | Rohrflöte | 08′    |
| 04.           | Principal | 04′    |
| 05.           | Holzflöte | 04′    |
| 06.           | Quint     | 2 ⁄3′  |
| 07.           | Octav     | 02′    |
| 08.           | Terz      | 1 3⁄5′ |
| 09.           | Mixtur IV | 1 ⁄3′  |
| 10.           | Trompete  | 08′    |
| 11.           | Clairon   | 04′    |

| II Manual C–g3 |           |       |
| 12.            | Copel     | 8′    |
| 13.            | Salicet   | 8′    |
| 14.            | Principal | 4′    |
| 15.            | Gemshorn  | 4′    |
| 16.            | Flöte     | 2′    |
| 17.            | Sifflet   | 1 ⁄3′ |
| 18.            | Scharff   | 1′    |
| 19.            | Krummhorn | 8′    |
|                | Tremolo   |       |

| Pedal C–f1 |            |       |
| 20.        | Subbaß     | 16′   |
| 21.        | Oktavbaß   | 08′   |
| 22.        | Choralbaß  | 04′   |
| 23.        | Rohrpfeife | 02′   |
| 24.        | Hintersatz | 2 ⁄3′ |
| 25.        | Fagott     | 16′   |
| 26.        | Trompete   | 08′   |

- Koppeln: II/I, I/P, II/P

## Epitaphien
In die Wände sind Grabsteine und Epitaphien eingelassen. Auf dem Grabstein für Pfarrer Endres Weiß († 1507) ist der Verstorbene in Ganzfigur dargestellt.